# Prostřední Staré Buky
Prostřední Staré Buky (německy Mittel Altenbuch) je část obce Staré Buky v okrese Trutnov. V roce 2009 zde bylo evidováno 120 adres. V roce 2001 zde trvale žilo 173 obyvatel.
Prostřední Staré Buky je také název katastrálního území o rozloze 6,07 km2.

## Historie
První písemná zmínka o obci pochází z roku 1355.
V této části obce se nachází jediná evidovaná kulturní památka obce, kostel svaté Anny, a zámek Staré Buky. Stéká se zde Dolnický a Starobucký potok.

## Pamětihodnosti
- Kostel svaté Anny
- Zámek
- Sloup se sochou sv. Jana Nepomuckého
- Dvě kapličky

## Další fotografie

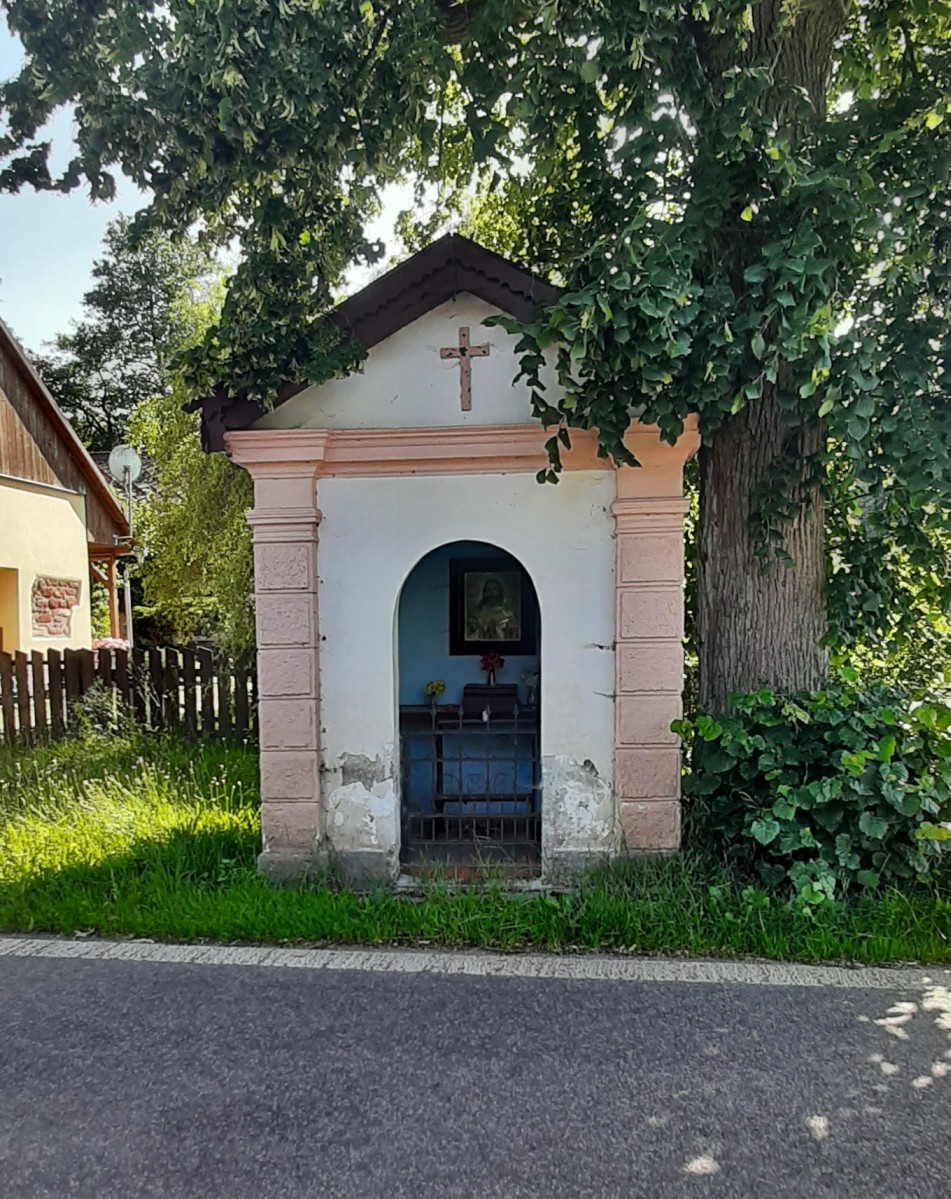
Kaple u silnice
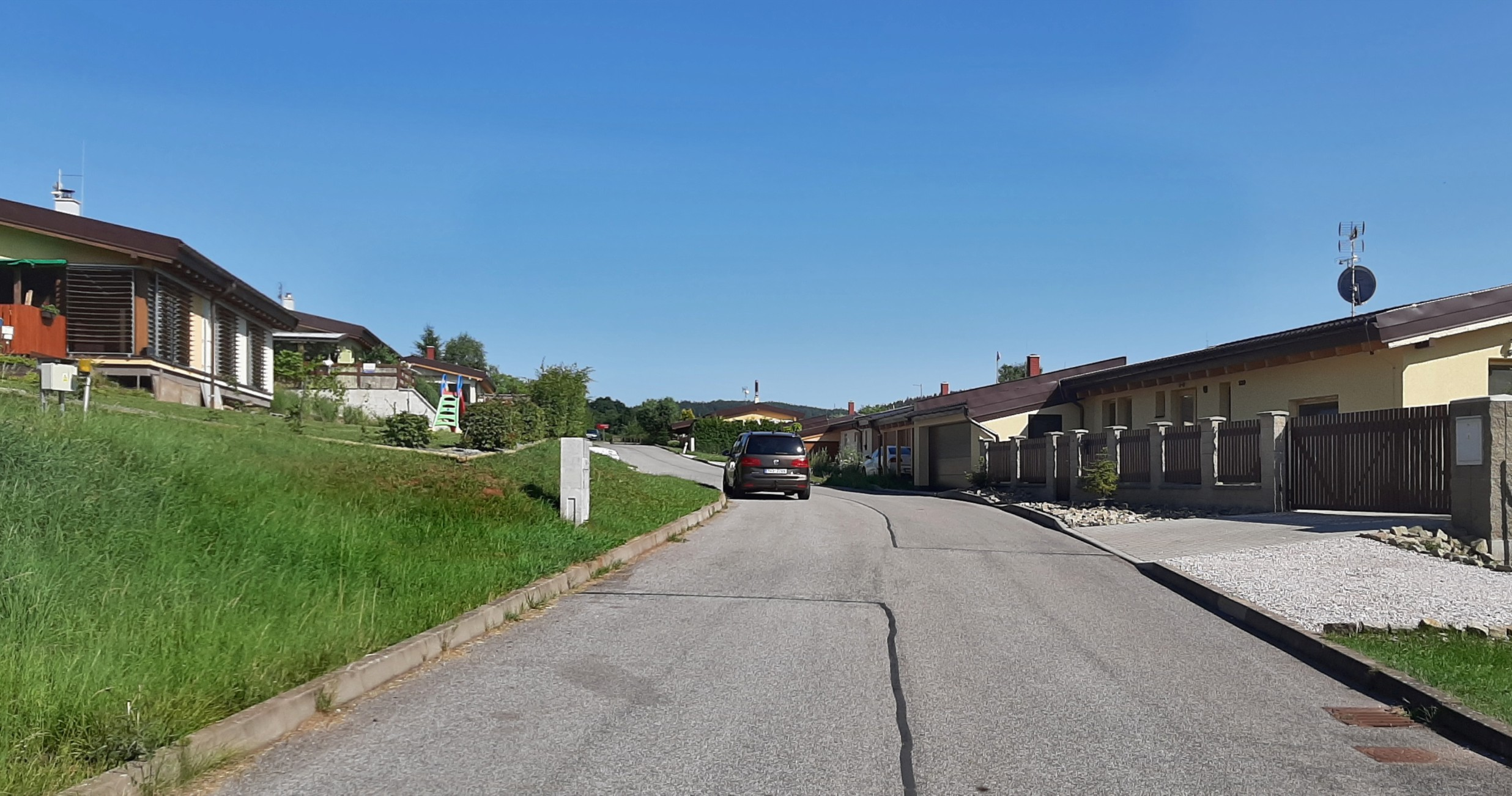
Nová výstavba
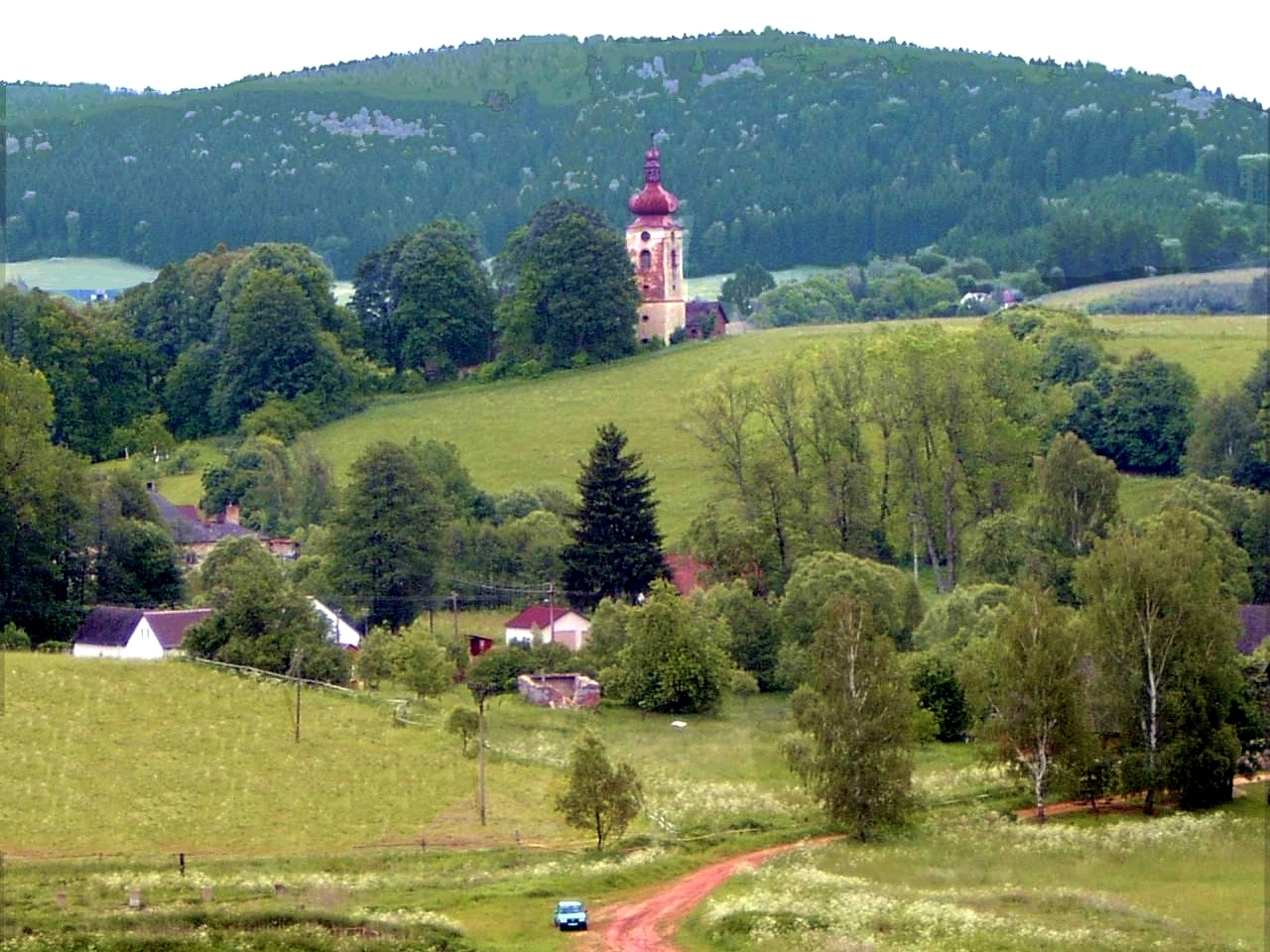
Pohled ze severu
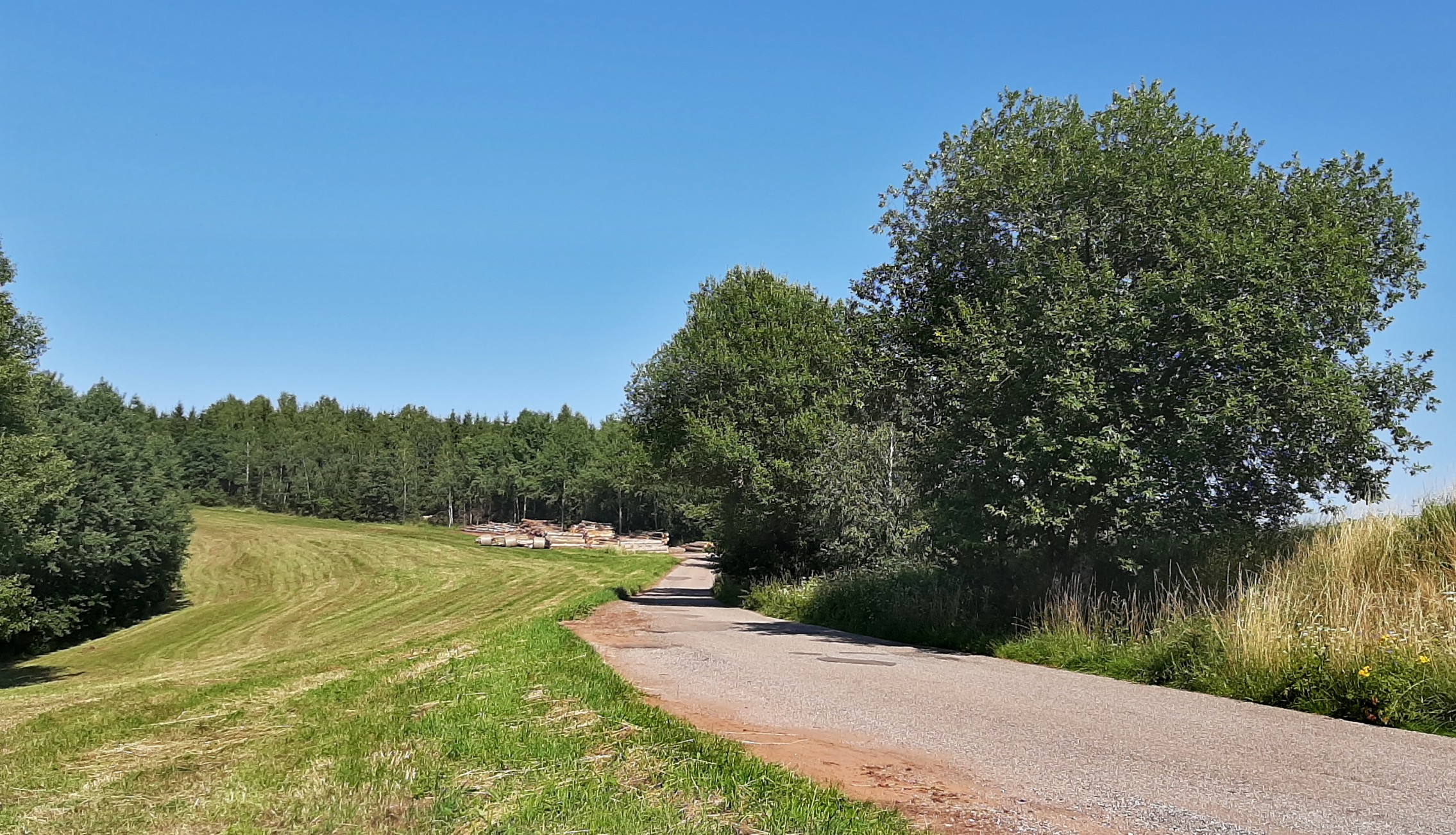
Krajina u vsi